# Wang Lanjing
Wang Lanjing (chinesisch 王澜静, Pinyin Wáng Lánjìng; * 10. März 2005 in Zhejiang) ist eine chinesische Rhythmische Sportgymnastin.

## Karriere
Wang begann im Alter von fünf Jahren mit rhythmischer Sportgymnastik und wurde 2020 in die chinesische Nationalgruppe aufgenommen.
Bei den Asienmeisterschaften 2023 gewann sie mit der chinesischen Gruppe Gold im Mehrkampf, in der Übung mit fünf Reifen sowie in der Übung mit drei Bändern und zwei Bällen, außerdem Bronze in der Mannschaftswertung. Wenig später erreichte sie bei den Weltmeisterschaften in der Disziplin mit fünf Reifen Gold sowie Silber im Mehrkampf und in der Übung mit drei Bändern und zwei Bällen.
Bei den Olympischen Spielen in Paris 2024 wurde sie mit der Gruppe Olympiasiegerin im Mehrkampf.